# Lygodactylus grotei
Lygodactylus grotei (карликовий гекон Гроте) — вид геконоподібних ящірок родини геконових (Gekkonidae). Мешкає в Танзанії і Мозамбіку. Вид названий на честь німецького герпетолога Германа Гроте.

## Підвиди
Виділяють два підвиди:
- Lygodactylus grotei grotei Sternfeld, 1911 — південний схід Танзанії і півднічний схід Мозамбіку;
- Lygodactylus grotei pakenhami Loveridge, 1941 — острів Пемба.

## Поширення і екологія
Карликові гекони Гроте живуть в прибережних лісах і заростях, в галерейних лісах і вологих саванах. Зустрічаються на висоті до 1000 м над рівнем моря.